# Roman Empire: Reign of Blood
Roman Empire: Reign of Blood (Império Romano) é uma série/documentário baseada em fatos históricos, produzida nos Estados Unidos e no Canadá. A minissérie de seis episódios baseia-se no Império Romano e conta a história de Cômodo. Jeremiah Murphy e Peter Sherman colaboraram na escrita da minissérie, e Richard Lopez a dirigiu. Estreou na Netflix se deu em 11 de novembro de 2016.

## Personagens e eventos históricos
- Cômodo foi Imperador Romano entre 180 e 192. Ele também foi co-imperador com seu pai Marco Aurélio, entre 177 e 180.
- Marco Aurélio foi Imperador Romano entre 161 e 180. Ele governou junto a Lúcio Vero, como co-imperador, de 161 até a morte de Lúcio, em 169. Marco Aurélio foi o último dos chamados Cinco Bons Imperadores. Ele era um praticante do Estoicismo, e seus escritos em grego, comumente conhecidos como Meditações, são as fontes mais significativas da entendimento moderno sobre a antiga filosofia estóica.
- Faustina, a Jovem, era uma filha do imperador Antonino Pio. Foi imperatriz romana e esposa de seu primo por parte de mãe, Marco Aurélio. Embora fontes romanas geralmente expressem uma visão negativa de Faustina, ela era muito querida pelos soldados e por seu próprio marido, e a ela foram dadas honras divinas após a morte.
- Lucila era a terceira filha (segunda mulher) do imperador Marco Aurélio, e irmã mais velha do futuro imperador Cômodo.
- Avídio Cássio foi um general romano e usurpador que governou brevemente o Egito e a Síria, em 175.

## Elenco
- Sean Bean como Narrador
- Aaron Jakubenko como Cômodo
- Ella Becroft como Bruta Crispina[3]
- Edwin Wright como Dião Cássio
- Genevieve Aitken como Márcia
- Jared Turner como Cleandro
- John Bach como Marco Aurélio
- Tai Berdinner-Blades como Lucila[4]
- Lisa Chappell como Faustina

## Episódios
Os episódios tinham entre 44 e 48 minutos, e foram ao ar todos em 11 de novembro de 2016
1. "Nascido na realeza"
2. "A criação de um Imperador"
3. "Inimigo do Senado"
4. "Roma em chamas"
5. "Luta e Glória"
6. "14 dias sangrentos"